# Bầu cử ở Phần Lan

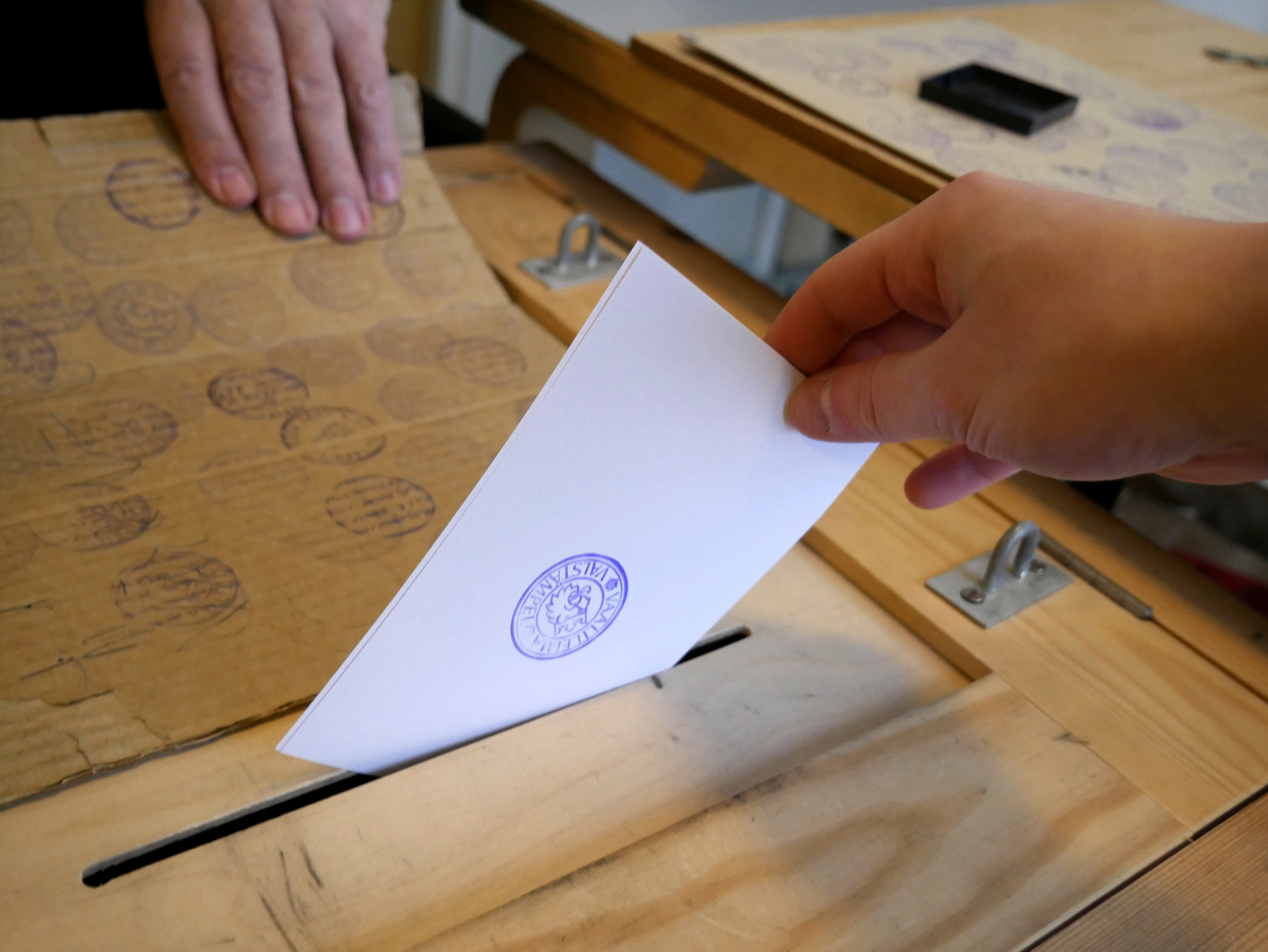
Bỏ phiếu tại Phần Lan

Việc bầu cử ở Phần Lan – dành cho công dân trên mười tám tuổi và có quyền bầu cử, gồm bầu cử Tổng thống, bầu cử Quốc hội, bầu cử Nghị viện châu Âu, bầu cử Hội đồng điều hành hạt phúc lợi và bầu cử Hội đồng điều hành khu tự quản (ở địa phương).
Bầu cử tổng thống mỗi sáu năm tiến hành một lần, sử dụng hệ thống bầu cử hai vòng với phuơng thức đầu phiếu phổ thông trực tiếp.
Bầu cử Quốc hội mỗi bốn năm tiến hành một lần, sử dụng hệ thống bầu cử theo tỷ lệ đại diện với phương thức phân bổ ghế D’Hondt trên cơ sở mỗi khu vực bầu cử được bầu ít nhất một nghị sĩ. Vì Phần Lan sử dụng hệ thống đa đảng nên rất khó để một đảng phái có thể dành được số ghế đa số trong Quốc hội và thường phải thành lập liên minh cầm quyền với các đảng khác.
Bầu cử Nghị viện châu Âu mỗi năm năm tiến hành một lần. Nước Cộng hòa Phần Lan có 14 đại biểu trong Nghị viện châu Âu.
Bầu cử Hội đồng điều hành khu tự quản ở địa phương mỗi bốn năm tiến hành một lần. Riêng tại vùng tự trị Åland thì bầu cử hội đồng khu tự quản và bầu cử Nghị viện Åland được tiến hành đồng thời. 
Cùng lúc với bầu cử Hội đồng điều hành khu tự quản còn tổ chức bầu cử Hội đồng điều hành hạt phúc lợi, do nội các thủ tướng Sanna Marin lập ra và tổ chức lần đầu vào năm 2022, nhằm bầu ra ủy viên cho hai mươi mốt Hội đồng điều hành hạt phúc lợi của Phần Lan.

## Bầu cử tổng thống
Từ năm 1919 đến năm 1988, Tổng thống Cộng hoà Phần Lan được bầu lên gián tiếp thông qua đại cử tri đoàn, trong đó các đại cử tri được người dân trực tiếp bầu chọn ra. Vào năm 1988, người dân cả nước vừa bỏ phiếu cho các ứng cử viên tổng thống, vừa bỏ phiếu để bầu ra đại cử tri đoàn. Nếu như không có ứng cử viên tổng thống nào nhận được số phiếu đa số, đại cử tri đoàn sẽ bỏ phiếu để bầu ra Tổng thống mới cho nhiệm kỳ 1988 – 1994. Sau năm 1994, Tổng thống Cộng hoà Phần Lan do người dân trực tiếp bầu lên với nhiệm kỳ sáu năm. Cuộc bầu cử gần nhất diễn ra và ngày 28 tháng 1 năm 2018. Vui lòng xem tại đây.

### Bầu cử tổng thống năm 2018
Tổng thống Phần Lan đương nhiệm khi đó là Sauli Niinistö tái đắc cử tại vòng bầu cử thứ nhất với 62,7 % số phiếu ủng hộ (tỷ lệ cử tri tham gia bỏ phiếu trong cuộc bầu cử tổng thống đạt 66,7 %). Ứng cử viên đảng Liên đoàn Xanh Pekka Haavisto đứng thứ hai và ứng cử viên đảng Người Phần Lan Laura Huhtasaari đứng thứ ba.

## Bầu cử Quốc hội

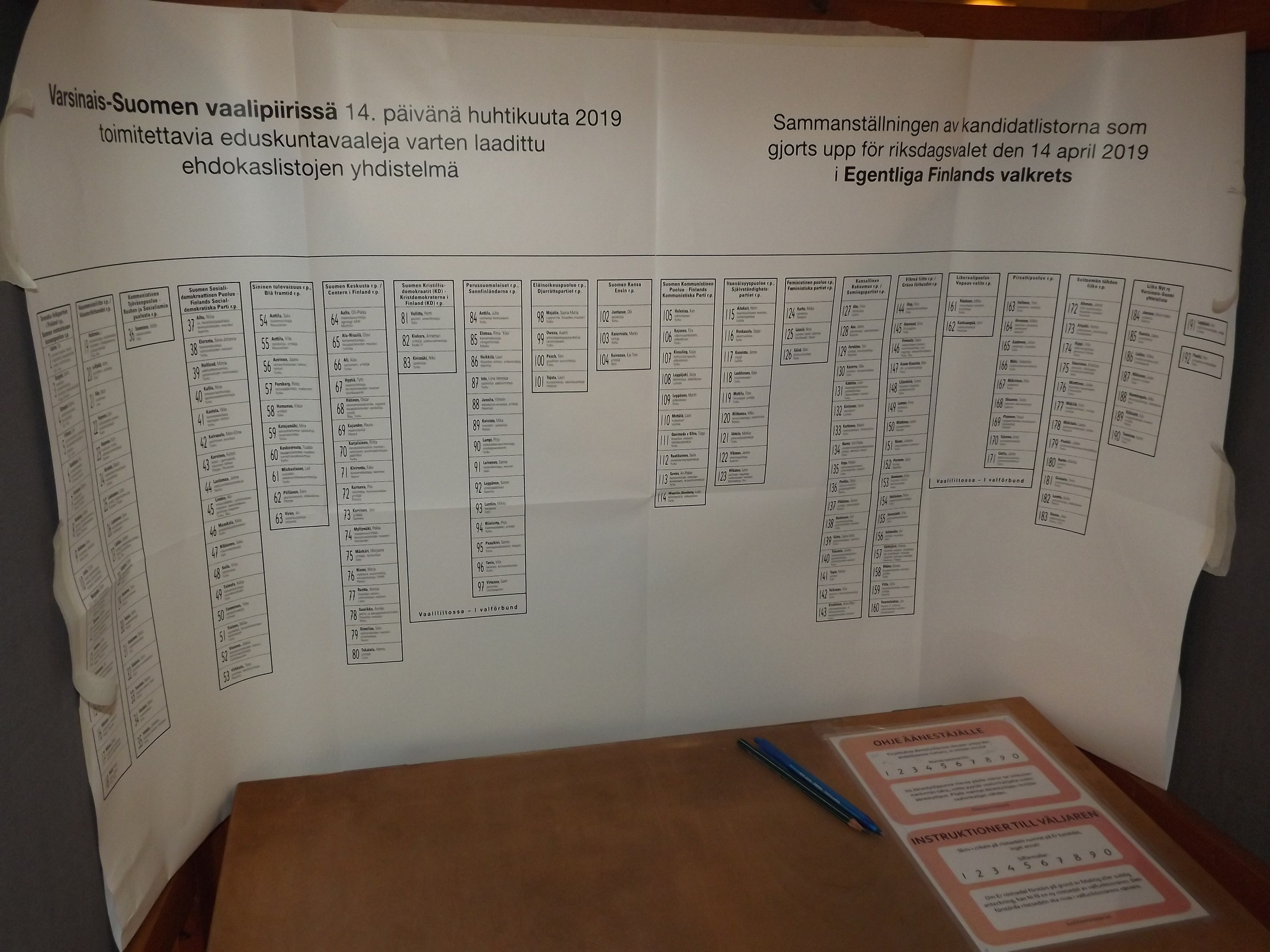
Các ứng cử viên nghị sĩ Quốc hội của một đảng chính trị được sắp theo hàng dọc

Do bản chất thể chế đại nghị của Phần Lan, Thủ tướng Chính phủ có quyền yêu cầu Tổng thống giải thể Quốc hội tại một thời điểm giữa nhiệm kỳ rồi tổ chức một cuộc bầu cử sớm ngay sau đó. Tuy nhiên các cuộc bầu cử đã diễn ra đều đặn vào ngày Chủ Nhật lần thứ ba của tháng 3 vào các năm 1991, 1995, 1999, 2003 và 2007. Sau năm 2007, các cuộc bầu cử Quốc hội được tổ chức vào một ngày Chủ nhật trong tháng 4, như vào các năm 2011, 2015, 2019 và 2023. 
Phương pháp phân bổ phiếu D’Hondt theo hệ thống đầu phiếu đại diện tỷ lệ được sử dụng tại Phần Lan khuyến khích nhiều đảng chính trị hoạt động trong Quốc hội và là nguyên nhân hình thành nhiều chính phủ liên hiệp. Phương pháp phân bổ D’Hondt có ưu điểm là dễ hình dung và dễ thực hiện nhưng lại có một nhược điểm là phương pháp này có xu hướng biệt đãi các đảng chính trị lớn và lâu đời. Một ví dụ: vào năm 2007, có 2.000 ứng cử viên đại diện cho mười tám đảng (tính cả những ứng viên độc lập) tranh cử vị trí nghị sĩ Quốc hội. Và sau khi cuộc bầu cử kết thúc, hai trăm nghị sĩ Quốc hội tân nhiệm chỉ thuộc tám đảng trong số mười tám đảng tranh cử ban đầu. Thủ tướng là người được Tổng thống bổ nhiệm sau khi được Quốc hội bỏ phiếu phê chuẩn. Thông thường, chủ tịch của đảng với số ghế lớn nhất trong Quốc hội sẽ trở thành Thủ tướng mới. 

## Bầu cử Nghị viện Åland
Dân số vùng tự trị Åland năm 2023 là 30.550 người, chiếm 0,547 % dân số Phần Lan. Theo quy định tại Luật Vùng tự trị Åland, Nghị viện Åland có quyền lập pháp trong một số lĩnh vực nhất định. Nhà nước Phần Lan với đại diện là Thống đốc Åland nắm quyền lập pháp đối với các lĩnh vực còn lại. Cư dân vùng Åland sẽ tham gia đầu phiếu cùng lúc với người dân trong lục địa để bầu ra một nghị sĩ đại diện cho vùng Åland trong Quốc hội Phần Lan.
Các cuộc bầu cử hội đồng khu tự quản và bầu cử Nghị viện Åland được tiến hành đồng thời sau mỗi bốn năm. Hệ thống đầu phiếu đại diện tỷ lệ khuyến khích nhiều đảng chính trị hoạt động trong Nghị viện Åland và do đó hình thành nhiều chính phủ liên hiệp. Các đảng phái chính trị tại Åland khác với các đảng phái chính trị hoạt động trong Phần Lan lục địa.
Thủ hiến Åland là người đứng đầu nhánh hành pháp của vùng Åland (Chính phủ Åland), do Nghị viện Åland bầu ra và bổ nhiệm. Thông thường sau một cuộc bầu cử, chủ tịch của đảng nắm số ghế lớn nhất trong Nghị viện Åland sẽ trở thành Thủ hiến tiếp theo. 

## Bầu cử Nghị viện châu Âu
Phần Lan bắt đầu đưa ứng cử viên và bỏ phiếu tại các cuộc bầu cử của Nghị viện châu Âu từ khi gia nhập Liên minh châu Âu vào năm 1995.